# Big Timber
Big Timber és una població dels Estats Units a l'estat de Montana. Segons el cens del 2000 tenia 1.650 habitants.

## Demografia
Segons el cens del 2000, Big Timber tenia 1.650 habitants, 711 habitatges, i 430 famílies. La densitat de població era de 677,7 habitants per km².
Dels 711 habitatges en un 27,8% hi vivien nens de menys de 18 anys, en un 52,2% hi vivien parelles casades, en un 5,5% dones solteres, i en un 39,5% no eren unitats familiars. En el 34,7% dels habitatges hi vivien persones soles el 19,4% de les quals corresponia a persones de 65 anys o més que vivien soles. El nombre mitjà de persones vivint en cada habitatge era de 2,24 i el nombre mitjà de persones que vivien en cada família era de 2,92.
Per edats la població es repartia de la següent manera: un 23,7% tenia menys de 18 anys, un 6,6% entre 18 i 24, un 23,2% entre 25 i 44, un 23,7% de 45 a 60 i un 22,8% 65 anys o més.
L'edat mediana era de 42 anys. Per cada 100 dones de 18 o més anys hi havia 91,9 homes.
La renda mediana per habitatge era de 30.595 $ i la renda mediana per família de 38.869 $. Els homes tenien una renda mediana de 29.000 $ mentre que les dones 17.596 $. La renda per capita de la població era de 17.569 $. Aproximadament el 9,3% de les famílies i el 10,8% de la població estaven per davall del llindar de pobresa.

## Poblacions més properes
El següent diagrama mostra les poblacions més properes.